# 徐旭東
徐旭東（英文名：Douglas Hsu，1941年8月24日—），臺灣企業家，生於上海市，籍貫江蘇海門，現任遠東集團董事長，集團創辦人徐有庠之子。

## 背景
徐旭東的父親是徐有庠，白手起家成為上海知名企業家，橫跨紡織、榨油、證券等產業，1949年隨中華民國政府來台灣之後，又拓展事業版圖創立遠東集團。父親徐有庠娶兩房，大房朱士蘭生二子四女（徐旭時、徐旭九與徐近芳、徐菊芳、徐荷芳與徐雪芳），二房許蕙英生三子（徐旭東、徐旭明與徐旭平）。徐旭東是二房長子，1949年，徐旭東隨父親來台灣。
徐旭東在其兄長（一說為嫡弟）大房長子徐旭時於1993年退出遠東集團移居美國後。徐旭東陸續接手父親經營創業的遠紡遠東集團，早期該集團在徐有庠時期以遠東紡織為主體，後陸續有亞洲水泥及遠東百貨等三家股票上市公司，並有一個歷史悠久的亞東女子籃球隊，一般均以遠東集團稱呼，遠東集團在臺灣是個橫跨紡織、石化、水泥、金融、百貨、電信、觀光及運輸的大型企業集團。近年來，由其父親徐有庠奠下扎實基礎，二房長子徐旭東全權接手後，持續以倍數成長，並創立遠東銀行,以及行動和固網電信業遠傳電信而達到今日的規模，如今旗下上市公司達八家以上。

## 簡歷
1941年8月24日，徐旭東出生於中華民國上海，為徐有庠二房許蕙英的長子，1949年隨父母來台灣。徐旭東擁有美國聖母大學企管學士學位、並曾在哥倫比亞大學經濟所研究。1976年5月，徐氏获象牙海岸任命为驻台北名誉领事。
2008年6月，富比士公佈徐旭東財富淨值17.5億美元，居是年台灣第14。2020年《富比士》公布的台灣50大富豪，徐旭東資產為18.5億美元，排名第21。

## 家庭
妻子徐瑪俐為美國人，兩人育有一子二女，徐國安、徐國梅與徐國玲。兒媳徐佳莉（Juliana）為巴西人。

## 爭議事件
- 遠東集團與原太平洋建設集團的SOGO經營權之爭，徐被踢爆曾進入總統官邸與時任總統陳水扁夫人吳淑珍會面；最後徐在SOGO爭奪戰中擊敗李恆隆、章啟民奪下經營權。
- 2008年後，徐旭東捲入前總統陳水扁SOGO案，被特偵組傳喚。
- 遠通電收股份有限公司，投資高速公路電子收費系統。
- 遠東集團董事長徐旭東日前公開表示「台灣電價被寵壞了」，但旗下的「嘉惠電廠」卻以每度三．六五元的價格，賣電給台電，高於民間電廠三．五八元的平均價。
- 2013年12月2日，遠東集團董事長徐旭東表示，他對今年GDP成長率無法保2有點失望，但對明年台灣景氣絕對樂觀。
- 2014年1月14日，遠東集團董事長徐旭東表示「不滿想退就退」，原意是說：「如果消費者不滿意，可以退用，但他退了以後我請問，他怎麼上高速公路？不過，你喜歡退你就退[7]。」
- 2014年1月14日，遠通eTag出包，徐旭東道歉4次，請求同情[8]。
- 2015年6月29日，八仙事件 遠東集團徐旭東捐贈醫療品[9]。
- 2015年8月31日，國際橋梁隧道及收費公路協會（International Bridge,Tunnel and Turnpike Association，IBTTA）在愛爾蘭都柏林舉行第83屆年會並頒獎，ETC eTag 計畫，除獲2015年收費系統-服務及推廣類卓越獎外，更一舉拿下最高榮譽的年度唯一首獎。
- 2017年6月13日，遠東集團董事長徐旭東出席裕民股東會，首度談及亞泥事件，力駁外界說法，並表示「挖深可以儲更多水，還可以養魚。」[10]
- 2019年6月24日，亞泥股東會爆發衝突，花蓮礦場的部落居民到場拉布條抗議，後續抗議民眾被以擾亂會議為由驅逐並沒收抗議布條，徐旭東指示應按照會議程序進行，表示「不要搗亂」「花蓮礦場挖到不能再挖就會停工，屆時將會把礦區變成觀光地區，挖出來的地方可以變成池塘。」「你的祖宗、地主同意了開發，現在第二、三代卻來抗議並不合理。」[11]

## 荣誉
- 二等景星勋章（2016年5月16日批准[12]）
- 2024年獲淡江大學頒授名譽博士學位。[13]

## 外部連結
- 遠東集團 （页面存档备份，存于）